# Jinka
Jinka è un centro abitato dell'Etiopia, situato nella Regione delle Nazioni, Nazionalità e Popoli del Sud.